# Твумаси, Патрик
Па́трик Твума́си (англ. Patrick Twumasi; род. 9 мая 1994 года, Обуаси, Гана) — ганский футболист, нападающий израильского клуба «Бейтар». Четырёхкратный чемпион Казахстана подряд (2014—2017).

## Карьера

### Клубная
Твумаси родом из маленького городка Обуаси, регион Ашанти, на юге Ганы. Футболом юный Патрик начал заниматься примерно с пяти лет. Сперва он играл во дворе, потом его заметили скауты и он оказался в Red Bull Academy.
В марте 2012 года Твумаси пришёл в латвийский клуб «Спартак» (Юрмала) из африканской команды «Ред Булл Гана», заключив контракт на три года. «Спартак» только вышел в латышскую Высшую лигу и укреплял свои ряды. Забив 10 голов в 22 матчах, ганец стал лучшим бомбардиром команды, а клуб-дебютант занял прочное пятое место в чемпионате Латвии. В начале 2013 года Твумаси забил шесть голов в девяти матчах первого круга и был назван лучшим игроком мая месяца латышской Высшей лиги.
Тем не менее в июле 2013 года «Спартак» отдал 19-летнего Твумаси за 300 000 евро в аренду на полгода в «Астану» — казахстанский клуб премьер-лиги. «Астана» тогда в чемпионской гонке преследовала «Актобе». Легионер в 11 матчах забил шесть голов, став лучшим бомбардиром клуба наряду с капитаном Танатом Нусербаевым и черногорцем Дамиром Кояшевичем, но команда добилась только серебряных медалей. И африканец по окончании аренды в декабре вернулся в Латвию.
В январе 2014 года Твумаси сдали в аренду на полгода в российский клуб премьер-лиги «Амкар» из Перми. Ганец дебютировал 10 марта 2014 года, но после неожиданного ухода в апреле главного тренера Станислава Черчесова в московское «Динамо» в «Амкаре» началась тренерская чехарда и Патрик 1 июля покинул клуб.
Уже 9 июля 2014 года, в последний день трансферного окна, Твумаси вернулся в «Астану» за 400 000 евро на условиях годичной аренды. Он забил 10 голов в 11 матчах второго круга и помог «Астане» впервые выиграть чемпионское звание. В квалификации Лиги Европы сыграл в пяти играх из восьми на замене.
Сезон 2015 года Твумаси провёл в «Астане» и забил 6 голов в 28 матчах первенства, внеся свой вклад во второе подряд чемпионство клуба. А также забил в Кубке Казахстана шесть голов в пяти матчах, включая гол алматинскому «Кайрату» в проигранном «Астаной» финале турнира (1:2). Несмотря на шестиматчевую дисквалификацию в Лиге чемпионов, Патрик сумел сыграть в остальных шести играх и забил по голу словенскому «Марибору», финскому ХИКу, португальской «Бенфике» и турецкому «Галатасараю».
В сезоне 2016 года Твумаси провёл 28 игр чемпионата за «Астану» и забил 5 голов, став с клубом в третий раз подряд чемпионом Казахстана. Провёл две игры на Кубок страны и взял с командой в финале реванш у «Кайрата», отобрав Кубок у алматинцев. Также провёл 4 игры в квалификации Лиги чемпионов.
В 2017 году Патрик удачно провёл первые два этапа чемпионата, забив 9 голов в 22 играх, результативно сыграл в первых шести играх квалификации Лиги чемпионов и забил три решающих гола латышскому «Спартаку» и польской «Легии» и пару голов шотландскому «Селтику». После этого клуб продлил с ним контракт ещё на два года. По итогам сезона Твумаси в 30 матчах забил 13 голов и стал с клубом 4-кратным подряд чемпионом Казахстана, также в шести играх группового турнира Лиги Европы забил ещё 4 гола, внеся существенный вклад в первый выход «Астаны» в плей-офф турнира.
Твумаси хорошо стартовал и в сезоне 2018 года, забив 8 голов в 15 матчах чемпионата, но в июле 2018 года перешёл на 4 года в скромный (14 место из 20) клуб испанской Ла Лиги басконский «Алавес» за рекордные для Казахстана три миллиона евро. В «Алавесе» провёл только 11 игр чемпионата из 38, не закрепившись в основе, а клуб поделил 9-11 места в середине турнирной таблицы, не дотянув трёх очков до зоны еврокубков.
по неподтвержденным данным, с конца августа Твумаси будет выступать за турецкий Газиантеп.

### Сборная
В июле 2012 года Твумаси был приглашён в молодёжную сборную Ганы до 20 лет на турнир Кубок трёх наций в Аккре. Участвовали Гана, Египет и Намибия. После ничьих с Намибией встретились Гана и Египет (3:0). Третий гол в матче забил Патрик.
Патрик дебютировал в сборной Ганы 7 октября 2017 года в домашнем матче со сборной Уганды (0-0). До этого команда, опять проиграв Египту (0-2), как и в январе на Кубке африканских наций 2017, практически потеряла шансы на участие в чемпионате мира-2018 в России. Главный тренер сборной Джеймс Квеси Аппиа, спасая положение, наконец пригласил в состав «чёрных звёзд» в дуэт к знаменитому форварду Асамоа Гьяну незаслуженно забытого вингера «Астаны».

## Достижения

### Командные
Гана (до 20 лет)
- Обладатель африканского Кубка трёх наций: 2012[англ.].

«Астана»
- Чемпион Казахстана (4): 2014, 2015, 2016, 2017
- Вице-чемпион Казахстана (1): 2013
- Обладатель Кубка Казахстана: 2016
- Финалист Кубка Казахстана: 2015
- Обладатель Суперкубка Казахстана (2): 2015, 2018

### Личные
- Лучший игрок месяца Высшей лиги Латвии: май 2013
- Лучший бомбардир Кубка Казахстана: 2015 (6 голов)
- Лучший правый полузащитник чемпионата Казахстана 2017[16].
- Член бомбардирского Клуба Нилтона Мендеса: 69 голов за казахстанские клубы.

## Статистика
| Клуб                   | Сезон                  | Лига | Лига | Кубки | Кубки | Еврокубки | Еврокубки | Итого | Итого |
| Клуб                   | Сезон                  | Игры | Голы | Игры  | Голы  | Игры      | Голы      | Игры  | Голы  |
| ---------------------- | ---------------------- | ---- | ---- | ----- | ----- | --------- | --------- | ----- | ----- |
| Спартак (Юрмала)       | 2012                   | 22   | 10   | 0     | 0     | 0         | 0         | 22    | 10    |
| Спартак (Юрмала)       | 2013                   | 9    | 6    | 1     | 0     | 0         | 0         | 10    | 6     |
| Спартак (Юрмала)       | Итого                  | 31   | 16   | 1     | 0     | 0         | 0         | 32    | 16    |
| → Спартак-2 (Юрмала)   | 2012                   | 1    | 1    | 0     | 0     | 0         | 0         | 1     | 1     |
| → Спартак-2 (Юрмала)   | Итого                  | 1    | 1    | 0     | 0     | 0         | 0         | 1     | 1     |
| → Астана               | 2013                   | 11   | 6    | 0     | 0     | 0         | 0         | 11    | 6     |
| → Астана               | 2014                   | 11   | 10   | 1     | 0     | 5         | 0         | 17    | 10    |
| → Астана               | Итого                  | 22   | 16   | 1     | 0     | 5         | 0         | 28    | 16    |
| → Амкар                | 2014                   | 6    | 0    | 0     | 0     | 0         | 0         | 6     | 0     |
| → Амкар                | Итого                  | 6    | 0    | 0     | 0     | 0         | 0         | 6     | 0     |
| Астана                 | 2015                   | 28   | 6    | 6     | 6     | 6         | 4         | 40    | 16    |
| Астана                 | 2016                   | 28   | 5    | 3     | 0     | 10        | 1         | 41    | 6     |
| Астана                 | 2017                   | 30   | 13   | 2     | 0     | 12        | 9         | 44    | 22    |
| Астана                 | 2018                   | 15   | 8    | 1     | 0     | 2         | 1         | 18    | 9     |
| Астана                 | Итого                  | 101  | 32   | 12    | 6     | 30        | 15        | 143   | 53    |
| Всего за клуб «Астана» | Всего за клуб «Астана» | 123  | 48   | 13    | 6     | 35        | 15        | 171   | 69    |
| Алавес                 | 2018/2019              | 11   | 0    | 1     | 0     | 0         | 0         | 12    | 0     |
| Алавес                 | Итого                  | 11   | 0    | 1     | 0     | 0         | 0         | 12    | 0     |
| Всего за карьеру       | Всего за карьеру       | 172  | 65   | 15    | 6     | 35        | 15        | 222   | 86    |